# Bartramia (genre végétal)
Pour les articles homonymes, voir Bartramia.
Genre
Bartramia est un genre de mousses de la famille des Bartramiaceae.

## Espèces
Quelques exemples d'espèces :
- Bartramia fontana
- Bartramia halleriana
- Bartramia ithyphylla
- Bartramia oederi
- Bartramia pomiformis